# 利布克內希山脈
71°48′S 11°22′E / 71.800°S 11.367°E
利布克內希山脈（德語：Liebknecht-Kette）是南極洲的山嶺，位於東部南極洲的毛德皇后地，屬於洪堡山脈的一部分，全長19公里，該山脈由德國的探險隊發現。